# Mimomanes egregia
Mimomanes egregia là một loài bướm đêm trong họ Geometridae.